# أنجيلو سكيافيو

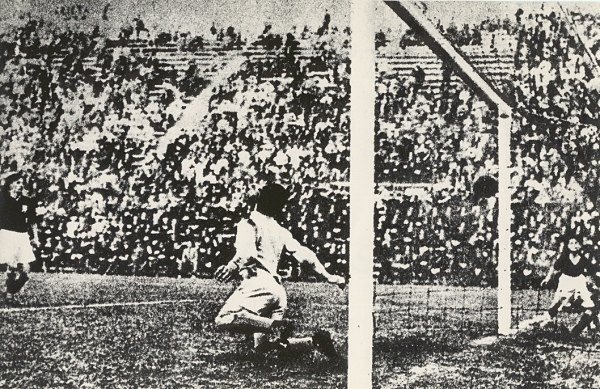

أنجيلو سكيافيو (بالإيطالية: Angelo Schiavio) (15 أكتوبر 1905 في بولونيا – 17 أبريل 1990) لاعب كرة قدم إيطالي راحل كان يجيد اللعب في خط الهجوم .
لعب طوال مسيرته الرياضية في نادي بولونيا (1922-1939) .
لعب لصالح منتخب إيطاليا 21 مباراة دولية مسجلا 15 هدف من 1925 إلى 1934 وقد شارك في بطولة كأس العالم لكرة القدم 1934 في إيطاليا .

## روابط خارجية
- أنجيلو سكيافيو على موقع الاتحاد الدولي (مؤرشف)  (الإنجليزية)
- أنجيلو سكيافيو على موقع قاعدة بيانات كرة القدم.إي يو (الإنجليزية)
- أنجيلو سكيافيو على موقع ناشيونال فوتبول تيمز (الإنجليزية)
- أنجيلو سكيافيو على موقع اللجنة الأولمبية الدولية (الإنجليزية)
- أنجيلو سكيافيو على موقع أوليمبيديا (الإنجليزية)
- أنجيلو سكيافيو على موقع اللجنة الأولمبية الإيطالية (الإيطالية)